# QuickTime
QuickTime（クイックタイム）は、かつてAppleが開発していたマルチメディア技術である。音楽、動画、画像、テキストデータなどを取り扱うことができる。
なお、Mac OS X v10.6に搭載されているQuickTime XはiOSのマルチメディア技術をベースに作られたもので、従来のQuickTimeとは基本的に別物のシステムである。詳細はQuickTime Xを参照。
後継技術は、AVFoundationである。

## 概要
QuickTimeを広義の意味で使うと、マルチメディアの技術に加えて、メディアプレーヤーはQuickTime Player（旧Movie Player）、メディアデータの編集、変換、保存が行えるソフトウェアはQuickTime Player Pro（旧Movie Player Pro）も含まれる。なお、QuickTime Playerは無料で利用できるが、QuickTime Proにアップグレードする場合は有料となる。なおQuickTime本体は通常版、Proとも全く同等のモジュールベースであるため、自らプログラミングを行なえばPro相当の機能が使えるほか、macOSであればAppleScriptからも制限なく機能を利用できる。iLifeでも利用されている。ただし、無料配布であってもライセンス料が発生する特許技術(AACなど)に関しては、Proからでないと利用できない。
狭義の意味では冒頭で示した通り、技術そのものを指す。
QuickTime自体はライブラリであり、AppleのソフトウェアであるiTunesやFinal Cut Proといったマルチメディア系アプリケーションの動作の中核を担っている。その他、デジタルカメラやデジタルビデオカメラは、写真や動画の撮影や再生にQuickTimeを使用しているものも多い。QuickTimeのファイル（movコンテナ）は、トラックと呼ばれるレイヤー構造により、動画・音声のみならず、テキストトラック、チャプタトラックなどを含むことができるが、この構造はMPEG-4のファイルフォーマットであるMP4やJPEG 2000のファイルフォーマットであるJP2などに採用され、そのベースとなっている。

## 歴史
1991年12月2日、Macintoshを中心とした展示会であるMACWORLD EXPOで、当時のAppleのCEOジョン・スカリーの基調講演で発表される。同時にQuickTimeコーデックを採用したアプリケーションとして、Adobe Premiereも発表された。
1998年リリースのQuickTime 3ではストリーミング再生の機能を加え、1999年に登場したQuickTime 4からはMP3 フォーマットに対応したほか、QuickTime for Javaが加わり、Java アプリケーションからQuickTimeの機能を使えるようになった。2000年にリリースされたQuickTime 5では、Macromedia Flashのサポートを加えた。
2002年にリリースされたQuickTime 6以降、QuickTimeをもととした国際標準の採用により、よりオープンな規格へと方針を変更している。QuickTime 6ではMPEG-4が採用され、QuickTime 7ではH.264が新たに採用されており、圧縮効率でも標準化の側面でも大幅な進化を遂げている。また、QuickTime 6.3では3GPP、QuickTime 6.5では3GPP2に対応しており、かつての第三世代携帯電話向けコンテンツの標準ツールの一つであった。

## 対応するOS
Mac OS X v10.2への対応は、QuickTime 6.5.3まで、Mac OS X v10.3への対応はQuickTime 7.5まで、Mac OS X v10.4への対応はQuickTime 7.6.6までである。
macOS 10.15 CatalinaではQuickTime 7フレームワークと32ビットアプリケーションはサポートされないため、QuickTime Player 7を使用することはできない。
2016年4月、QuickTime Windows版のセキュリティアップデート提供が終了したことが明らかになった。2016年4月16日、米国コンピュータ緊急事態対策チーム (US-CERT) は、AppleによるQuickTime Windows版のセキュリティアップデート提供終了に伴うアンインストール推奨情報を発表した。2016年4月20日AppleはQuickTime 7 for Windowsのサポート終了を告知した。
尚、Windows 95への対応はQuickTime 5.0.5まで、Windows 98及びMeへの対応はQuickTime 6.5.2まで、Windows NT 4.0への対応はQuickTime 6.1まで、Windows 2000への対応はQuickTime 7.1.6までである。2015年、Windows XPに対してはQuickTime 7.7.6をもって対応終了となった。

## API
macOSではClassic Mac OSから移植・整理されたAPI、Carbonで構築、提供されている。WindowsへのQuickTimeの移植は、幾重ものバージョンアップにともない混沌としていたQuickTimeライブラリのAPIが整理されたことで簡潔になり、移植に大きく貢献した。
QuickTimeは旧Mac OS系の技術であり、OPENSTEPのAPIの流れをくむCocoaでのオブジェクト指向プログラミングとの親和性が課題になっていたが、macOSでのプログラミングの幅を広げるため、QuickTime 7 よりCocoaでQuickTimeライブラリを参照するためのQuickTime Kit (QTKit) が提供されるようになった。これによりソフトウェア開発者は1行のコードも書くことなく、強力なCocoa APIでQuickTimeを利用できる。QTKit導入後はCarbonアプリケーションを含めてQTKitを利用することが推奨されていた。
Mac OS X v10.6で導入されたQuickTime XはCocoaベースで作られたものでQuickTimeとは異なる技術であるが、QTKitを使っている限りQuickTime XとQuickTime双方に同じAPIでアクセスでき、プログラマーは両者の違いを意識する必要はない。

## QuickTimeの特徴
フォーマット
QuickTimeフォーマット(.mov)やMP4フォーマットのほか、AVIフォーマットやAdobe Flashも再生できる。ただし、コーデックによっては互換性がなく、プラグインが別途必要になる場合がある。
グラフィック
JPEG 2000やTIFF、PNGなど、最新のフォーマットをサポート。Photoshopのレイヤーも読み込める。
オーディオ
MP3、AACやApple Losslessの採用によりさらに高音質・高圧縮を実現。
ムービー
H.261、H.263、MPEG-4、H.264、3GPP/3GPP2、Pixletにも対応し、高画質ながらもコンパクトに保存。
macOS High Sierraでは、HEVCにも対応している。
参照ムービー
ムービーのリンクと再生範囲を記録したものである。ムービーにおけるエイリアス、ショートカット、シムリンクである。
ヒントトラック
QTSSでのストリーミングを行うためのトラック。パケットごとの区切りを示す。おおよそ元ムービーの5~8割の容量になる。
インタラクティブ
ユーザーの操作に応答するインタラクティブなコンテンツを再生できる。
Virtual Reality（仮想現実）
QuickTime VRにより、360度パノラマムービーの作成/再生が可能。Cubic VR（360度パノラマだけでなく、上下方向の表示も可能）やObject VR（立体物を周囲から見回すようなVRムービー）も構築可能。
モバイル
3GPP、3GPP2の採用により、携帯電話とパソコン間でのマルチメディアコンテンツの相互通信を実現。AMCフォーマットも作成/再生可能。
インターネット
無償のストリーミングサーバソフトウェア、QuickTime Streaming Serverによりマルチメディアコンテンツを配信。QuickTime Broadcasterを用いれば、簡単に生中継を配信可能、QuickTime Streaming Serverのオープンソース版であるDarwin Streaming ServerはLinux、Windowsなどでも運用出来る。
拡張性
拡張性があり、新しいファイルフォーマットにもすぐに対応する。QuickTimeコンポーネントを用いれば、MPEG-2やDivX、iPIX、On2VP3、ZyGoVideo、WMVなどの再生・作成も可能。
クロスプラットフォーム
WindowsにもQuickTimeが提供されている。
AltiVec対応
PowerPC版Mac OS Xでは、SIMD演算機能であるVelocity Engine (AltiVec) に対応し、PowerPC G4/G5の能力を引き出すことができる。
ストリーミングSIMD拡張命令 (SSE) 対応
インテル版macOSでは、SIMD演算機能であるSSEに対応し、Intel Core, Core 2の能力を引き出すことができる。
特筆すべき点は、トラックによるファイル構造の柔軟性であり、movファイルといえど、ビデオトラックのみを含むもの、音声トラックのみを含むものといったものが作成可能な点である。例えば、既存のmovファイルにヒントトラックを追加するだけでストリーミング配信が可能になる。トラックは認識さえ出来れば、JPEGでもDivX、WMA、H.264(一部別途プラグイン)が含まれていても、同じコンテナ上で再生出来る。また、どんなコンテナであっても認識さえできれば同じコーデックで再生できる。
QuickTimeにおいてムービーの様々なトラックは、画像におけるレイヤーと同じように利用できる。

## QuickTime Playerの再生可能なファイル形式
- 音声ファイル:mp3, mov, aiff, wav .flac
- 動画ファイル:mov, avi, 3gpp, 3gpp2
- 画像ファイル:jpeg

## その他
イースターエッグ
QuickTime をインストールしたマックを、コマンドキー、optionキー、Qキー、Tキーを押しながら立ち上げると、起動画面のアイコン列にQuickTimeが加わる瞬間、開発スタッフの写真がQuickTimeムービーで表示される。